# Lapiste
Pour les articles homonymes, voir Lapiste.
Lapiste est une ancienne commune française du département des Pyrénées-Atlantiques. Le 16 octobre 1842, la commune fusionne avec Béhasque pour former la nouvelle commune de Béhasque-Lapiste.

## Géographie
Le village fait partie du pays de Mixe, dans la province basque de Basse-Navarre.

## Toponymie
Son nom basque est Laphizketa. Jean-Baptiste Orpustan indique que Lapiste signifie 'lieu de marne'.
Le toponyme Lapiste apparaît sous les formes 
Sancta Maria de Lepiste (1160), 
L'Apisto et Lapiste (1350 et 1413) et 
Lapista (1513, titres de Pampelune).

## Démographie
Le recensement à caractère fiscal de 1412-1413, réalisé sur ordre de Charles III de Navarre, comparé à celui de 1551 des hommes et des armes qui sont dans le présent royaume de Navarre d'en deçà les ports, révèle une démographie en forte croissance. Le premier indique à Lapiste la présence de 12 feux, le second de 21 (16 + 5 feux secondaires). 
Le recensement de la population de Basse-Navarre de 1695 dénombre 30 feux à Lapiste.
| 1793 | 1800 | 1806 | 1821 | 1831 | 1836 |
| ---- | ---- | ---- | ---- | ---- | ---- |
| 149  | 139  | 133  | 184  | 213  | 198  |

## Pour approfondir